# Libertas Brindisi 1963-1964
La Libertas Brindisi 1963-1964, prende parte al campionato italiano di Serie A, girone D a 10 squadre. Chiude la stagione regolare al secondo posto con 14V e 4P, 1193 punti segnati e 961 subiti.

## Storia & Roster
La stagione inizia con le defezioni di Nicola Calavita trasferitosi negli USA e di Modesto Aversa, saranno rimpiazzati con gli juniores Giuseppe Galluccio, Augusto D'Amico che poi sarà ceduto in Prima Serie alla Pallacanestro Cantù e Franco Marra. Calderari vince la classifica marcatori della Serie A con 416 p., per la Libertas si mettono in luce i fratelli Giuri, Giuseppe con 198 p. e Vincenzo con 169 p. e Sangiorgio con 180 p.. Dopo due anni da protagonista sulla panchina brindisina Elio Pentassuglia viene nominato miglior Coach dell'anno della Serie A.
| Libertas Brindisi 1963/1964 | Libertas Brindisi 1963/1964 |
| Giocatori                   | Staff tecnico               |
| --------------------------- | --------------------------- |

| N. | Naz.              | Ruolo | Nome                | Anno | Alt.   | Peso |  |
| -- | ----------------- | ----- | ------------------- | ---- | ------ | ---- |  |
| 4  | Italia (bandiera) | G     | Cosimo Marra        | 1946 |        |      |  |
| 7  | Italia (bandiera) | A     | Giuseppe Giuri      | 1942 |        |      |  |
| 8  | Italia (bandiera) | A     | Vincenzo Giuri ()   | 1943 | 181 cm |      |  |
| 9  | Italia (bandiera) | G     | Claudio Calderari   | 1944 | 182 cm |      |  |
| 10 | Italia (bandiera) | G     | Antonio Guadalupi   |      |        |      |  |
| 11 | Italia (bandiera) | G     | Franco Musci        |      |        |      |  |
| 12 | Italia (bandiera) | C     | Vittorio Sangiorgio | 1941 | 195 cm |      |  |
| 13 | Italia (bandiera) | A     | Giuseppe Galluccio  | 1946 |        |      |  |
| 15 | Italia (bandiera) | C     | Augusto D'Amico     | 1948 | 200 cm |      |  |
|    | Italia (bandiera) | G     | Nicola Primaverili  | 1942 |        |      |  |
|    | Italia (bandiera) | G     | Gianvito Monaco     | 1946 |        |      |  |

| Allenatore                                  |
| - Elio Pentassuglia                         |
| Assistente/i                                |
| - Nicola Primaverili Legenda - (C) Capitano |

## Risultati
| Arbitri: | Mazzarino (Salerno) Colasanti (Avellino) |

|                       |       |                                       |
| Isola 19, Gallitto 10 | Punti | Calderari 20, Giuri V. 17, Giuri G. 9 |

| Arbitri: | Rastrelli (Porto San Giorgio) Romagnoli (Porto San Giorgio) |

|                                         |       |                    |
| Calderari 24, Giuri G. 19, Gv. Monaco 8 | Punti | Vento 23, Crini 19 |

| Arbitri: | Coglitore (Messina) Gargiulo (Ragusa) |

|                                         |       |                                           |
| Biondi 20, Alemanni 15, Finstemacher 10 | Punti | Calderari 18, Sangiorgio 13, Galluccio 10 |

| Arbitri: | Totaro (Palermo) Purpura (Palermo) |

|                         |       |                                        |
| De Salvia 23, Farina 12 | Punti | Giuri V. 19, Calderari 18, Giuri G. 10 |

| Arbitri: | De Vito (Rimini) Agnoletti (Rimini) |

|                                        |       |                                   |
| Giuri G. 15, Calderari 14, Giuri V. 13 | Punti | Caristi 22, Filograno 14, Longo 8 |

| Arbitri: | Corsi (Messina) Nati (Caserta) |

|                                        |       |                                         |
| De Simone 21, Napolitano 17, Maiulo 15 | Punti | Calderari 15, Sangiorgio 14, Giuri G. 8 |

| Arbitri: | D'Argelio (Avellino) Micali (Reggio Calabria) |

|                                        |       |                                         |
| Calderari 25, Giuri V. 21, Giuri G. 14 | Punti | Gasparelli 19, Tizzano 10, Ferraretti 8 |

| Arbitri: | Izzo (Roma) Pignotti (Porto San Giorgio) |

|                                         |       |                                         |
| Bortignon 18, Severini 16, Minervini 13 | Punti | Calderari 17, Sangiorgio 12, Giuri V. 9 |

| Arbitri: | Degli Esposti (Bologna) Magnoli (Bologna) |

|                                          |       |                      |
| Calderari 20, Sangiorgio 17, Giuri V. 10 | Punti | Galli 17, Pieroni 12 |

| Arbitri: | Della Pietra (Napoli) Picone (Avellino) |

|                                       |       |                                          |
| Calderari 30, Giuri V. 10, Giuri G. 9 | Punti | Ciavarello 14, Zimmitti 12, Guarnotta 11 |

| Arbitri: | Ugatti (Salerno) Micali (Reggio Calabria) |

|                        |       |                                        |
| Vento G. 20, Disarò 10 | Punti | Calderari 24, Giuri G. 9, Sangiorgio 9 |

| Arbitri: | Serrazanetti (Bologna) Valenti (Bologna) |

|                                          |       |                                    |
| Calderari 17, Sangiorgio 15, Giuri V. 15 | Punti | Medeot 26, Garelli 8, Buttinelli 8 |

| Arbitri: | Pignotti (Porto San Giorgio) Nicoletti (Matera) |

|                                         |       |                      |
| Calderari 31, Giuri G. 20, Guadalupi 13 | Punti | Farina 12, Corrado 8 |

| Arbitri: | Sussi (Livorno) Fioretti (Livorno) |

|                                       |       |                                          |
| Caristi 16, De Filippo 10, Cintioli 9 | Punti | Calderari 23, Sangiorgio 17, Giuri G. 12 |

| Arbitri: | Degli Esposti (Bologna) Taddei (Reggio Emilia) |

|                                         |       |                                        |
| Calderari 35, Giuri G. 12, Sangiorgio 9 | Punti | Cerovac 16, Napolitano 14, Magliulo 12 |

| Arbitri: | Coluzzi (Roma) Massese (Formia) |

|                                          |       |                                     |
| Tizzano 17, Scillitani 12, Ferraretti 11 | Punti | Calderari 24, Giuri V. 16, Musci 13 |

| Arbitri: | Castelli (Teramo) Micali (Reggio Calabria) |

|                                     |       |                                      |
| Calderari 26, Musci 18, Giuri G. 16 | Punti | Savia 17, Severini 13, Bourtignon 13 |

| Arbitri: | Meneghetti (Firenze) Ferzani (Firenze) |

|                                  |       |                          |
| Pieroni 19, Galli 14, Ferrari 10 | Punti | Calderari 28, Giuri V. 8 |

## Fonti
La Gazzetta del Mezzogiorno edizione 1963-64